# Herbert Drury
Herbert James Drury (5. januar 1883 – 11. juli 1936) var en britisk sportsudøver som deltog under de olympiske lege 1908 i London og 1912 i Stockholm.
Drury vandt en bronzemedalje i gymnastik under OL 1912 i Stockholm. Han var med på det britiske hold som kom på en tredjeplads i holdkonkurrencen i multikamp efter Italien og Ungarn. Der var fem hold fra fem lande som var med i konkurrencen, som blev afholdt på Stockholms Stadion. Der var mellem 16 og 40 deltagere på hvert hold. Fire år tidligere, under OL 1908 i London, kom han på en ottende plads med det britiske hold i multikamp.